# Idalis Ortízová
Idalis (Idalys) Ortíz-Bocourt, (* 27. září 1989 v Candelarii, Kuba) je kubánská zápasnice – judistka. Je olympijskou vítězkou z roku 2012.

## Sportovní kariéra
S judem začala v 9 letech pod vedením Miguela Chamiza. Později studovala na sportovní škole, kde jí vedl Juan López. Během studia se dostala v roce 2006 do reprezentace, kde začala spolupracovat s Ronaldem Veitíou.
V roce 2008 měla původně startovat na olympijských hrách v Pekingu zkušená Ibis Dueñasová, ale trenéři nakonec dali zelenou mládí. V Pekingu měla přívětivý los a bez větších potíží se dostala do semifinále, kde jí zastavila Číňanka Tchung Wen. Souboj o třetí místo zvládla a vybojovala v 19 letech bronzovou olympijskou medaili.
V roce 2012 se na olympijských hrách v Londýně opět potkala s Číňankou Tchung Wen v semifinále. Číňanku do té chvíle ještě neporazila, ale tentokráte na ní recept našla. Koncem zápasu jí kontrovala za juko a náskok udržela až do konce. Ve finále se utkala s Japonkou Sugimotó a v normální hrací době i po prodloužení zápas skončil nerozhodně. Rozhodčí jí následně zvolili vítězkou. Získala zlatou olympijskou medaili.

### Vítězství
- 2010 – 2x světový pohár (São Paulo, Isla Margarita)
- 2012 – 2x světový pohár (Varšava, Miami)

## Výsledky

### Váhové kategorie
| Turnaj                  | 2007       | 2008       | 2009       | 2010       | 2011       | 2012       | 2013       | 2014       | 2015       | 2016       | 2017       |  |
| Turnaj                  | 18         | 19         | 20         | 21         | 22         | 23         | 24         | 25         | 26         | 27         | 28         |  |
| Turnaj                  | těžká váha | těžká váha | těžká váha | těžká váha | těžká váha | těžká váha | těžká váha | těžká váha | těžká váha | těžká váha | těžká váha |  |
| ----------------------- | ---------- | ---------- | ---------- | ---------- | ---------- | ---------- | ---------- | ---------- | ---------- | ---------- | ---------- |  |
| Olympijské hry          |            | 3.         |            |            |            | 1.         |            |            |            | 2.         |            |  |
| Mistrovství světa       | —          |            | 3.         | 3.         | 5.         |            | 1.         | 1.         | 3.         |            | —          |  |
| Panamerické hry         | —          |            |            |            | 1.         |            |            |            | 1.         |            |            |  |
| Panamerické mistrovství | —          | 1.         | 1.         | 1.         | 1.         | 1.         | 1.         | 1.         | 1.         | 1.         | —          |  |

### Bez rozdílu vah
| Mistrovství světa       | 5. | — |    | úč. | — |  |  |  |  |  | 3. |  |  |  |
| Panamerické mistrovství | 1. | — | 1. | 1.  |   |  |  |  |  |  |    |  |  |  |